# Chigrina
Chigrina (del ruso: Чигрина) es un jútor del raión de Krasnoarméiskaya, en el sur de Rusia. Está situado en el delta del Kubán, en la orilla derecha de su distributario Protoka, frente a Slaviansk-na-Kubani, 15 km al sur de Poltávskaya y 70 km al noroeste de Krasnodar, la capital del krai. Tenía 409 habitantes en 2010
Pertenece al municipio Trudobelikovskoye.